# Monoliropus enodis
Monoliropus enodis is een vlokreeftensoort uit de familie van de Caprellidae. De wetenschappelijke naam van de soort is voor het eerst geldig gepubliceerd in 2003 door Rayol & Serejo.